# بخش‌های دپارتمان او-رن
بخش‌های دپارتمان اوت-رن (انگلیسی: Arrondissements of the Haut-Rhin department) شامل ۴ بخش به شرح زیر است:
1. بخش الکیرش با ۱۰۸ کمون (فرانسه) و جمعیت ۶۹ هزار نفر در سال ۲۰۱۳ می‌باشد.
2. بخش کولمر-ریبووییه با ۹۸ کمون (فرانسه) و جمعیت ۱۹۹ هزار نفر در سال ۲۰۱۳ می‌باشد.
3. بخش مولوز با ۷۹ کمون (فرانسه) و جمعیت ۳۴۹ هزار نفر در سال ۲۰۱۳ می‌باشد.
4. بخش تن-گوبویله با ۸۱ کمون (فرانسه) و جمعیت ۱۴۰ هزار نفر در سال ۲۰۱۳ می‌باشد.